# صديف بدري
صديف بدري ((بالفارسية: ‌صدیف بدری)، من مواليد 1972) هو سياسي إيراني محافظ وأكاديمي ورئيس بلدية سابق لأردبيل. ولد في غرمي، محافظة أردبيل . وهو عضو في مجلس الشورى الإسلامي.